# Yasuda Kodai
Kodai Yasuda (sinh ngày 8 tháng 8 năm 1989) là một cầu thủ bóng đá người Nhật Bản.

## Sự nghiệp câu lạc bộ
Kodai Yasuda đã từng chơi cho Gamba Osaka, Giravanz Kitakyushu, Tokyo Verdy, Gainare Tottori và Ehime FC.